# The Settlers II
The Settlers II (znana też pod nazwą The Settlers II: Veni, Vidi, Vici) – strategiczna gra czasu rzeczywistego z serii The Settlers stworzona i wydana przez firmę Blue Byte Software w 1996 roku.
Celem gry jest zbudowanie silnej pod względem gospodarczym wioski. Osadnicy poruszają się po wcześniej zbudowanych drogach, podzielonych flagami na odcinki. Na każdą część przeznaczony jest robotnik, który transportuje surowce.
The Settlers II stała się inspiracją dla wydanej w późniejszym okresie gry, opartej na licencji GNU GPL zatytułowanej Widelands.

## Fabuła
Głównym trybem rozgrywki jest kampania składająca się z szeregu misji. Grupa rzymskich osadników pod wodzą Oktawiana Augusta po katastrofie swojego statku ląduje na bezludnej wyspie. Celem gracza jest znalezienie dziesięciu bram (po jednej podczas każdej z dziesięciu misji) i wskazanie rozbitkom drogi z powrotem do Rzymu.
Drugim trybem rozgrywki jest tryb nieograniczonej gry, w którym dobieramy sobie opcje rozgrywki wedle własnego upodobania. W trybie nieograniczonej gry można grać w dwie osoby na podzielonym ekranie. Potrzebna jest do tego druga myszka.

## Dodatek
Jeszcze w tym samym roku po ogromnym sukcesie, jaki okazała się druga część serii, ukazał się dodatek z misjami (wymagający podstawowej wersji gry) pod nazwą "Settlers II – Mission CD". W skład pakietu wchodziły:
- edytor map
- 7 kontynentów
- 12 nowych map dla trybu wolnej gry
- scenariusz zimowy
- 4 nowych zróżnicowanych charakterowo przeciwników (AI)
- ponad 30 różnych zawodów
- tysiące animacji zachowań poddanych
- gra wieloosobowa dla 2 osób z możliwością obrania do 6 przeciwników komputerowych (AI)

W roku 1997 firma Blue Byte wprowadziła na rynek wydanie zbiorcze (zawierające wersję podstawową rozszerzoną o misje) zatytułowaną The Settlers II Gold Edition. To wydanie ukazało się również w Polsce, dzięki CD Projekt, pod nazwą Settlers II Złota Edycja.

## The Settlers II: 10-lecie
Z okazji 10 rocznicy wydania gry, w 2006 roku ukazała się jej nowa wersja, znana jako The Settlers II: The Next Generation (pol. The Settlers II: 10-lecie), oparta na silniku graficznym piątej części serii. Poza grafiką i dodaniem trybu gry wieloosobowej przez sieć, w rozgrywce nie zostały dokonane żadne większe zmiany - dodano możliwość szybkiego ulepszenia budynków wojskowych, oraz zwrot połowy kosztów przy wyburzeniu budynku. Do reedycji wydano również dodatek pt. The Settlers II: 10-lecie - Wikingowie, w którym pojawia się nowa nacja.